# Рабиа Балхи
Рабиа бинт Кааб аль-Куздари (перс. رابعه بنت کعب‎, араб. رابعة بنت کعب القزداري‎; X век, Балх, Балх — Балх, Балх), более известная как Рабиа Балхи (перс. رابعه بلخى‎‎) — полулегендарная поэтесса, жившая в X веке. Первая женщина-поэт исламского периода в истории персидской литературы.

## Биография
Точные даты рождения и смерти неизвестны, однако сообщается, что она родилась в X веке в семье знатного рода арабских эмигрантов, поселившихся в восточной Персии (Хорасан). Её отец был военачальником и служил вблизи городов Балх и Куздар при Насре II из династии Саманидов, откуда и появились её нисбы Балхи и Куздари. Также она имела прозвище Зайн аль-араб (араб. زين العرب‎), что в переводе с арабского языка означает «Краса арабов».
Похоронена в Балхе (ныне Афганистан). Её могила находится в центральной части современного города, рядом с мечетью Ходжи Абу Насра Парса.
О жизни Рабии Балхи мало что известно, кроме деталей о её смерти, которая со временем превратилась в красивую легенду. Когда отец умер, то трон унаследовал брат. Согласно легенде, у семьи был раб тюркского происхождения (c хорошими манерами и красивой внешностью) по имени Бикташ, с которым её связывала платоническая любовь. Узнав об этом, брат приказал бросить раба в зиндан, а её заключил в натопленную баню, предварительно вскрыв её вены и замуровав дверь. Свои последние стихи она писала на стене бани, используя вместо чернил собственную кровь:
Без тебя, о красавец, глаза — два ручья, 
Всё лицо своё кровью окрасила я.

Полная версия
Вскоре она скончалась. Бикташу удалось совершить побег, но, узнав о смерти возлюбленной, он вернулся, убил её брата и покончил жизнь самоубийством.
Вдохновленный романом Рабии с Бикташем, поэт Риза Кули-хан Хедаят (XIX) написал роман «Бикташнаме».

## Творчество
Появление в те времена поэтессы было событием неординарным, учитывая положение женщин в исламе того времени. Рудаки, который был её современником, часто переписывался с ней и, будучи знакомым с её творчеством, очень высоко отзывался о ней.
Рабиа была двуязычной поэтессой писавшая на арабском и персидском языках, о чём свидетельствует в своей тазкире (антология) Мухаммад Ауфи:

«Дочь Кааба, хотя и была женщиной, однако своей мудростью высмеивала мужчин мира. Была всадником обоих поприщ арен и властелином обоих слов — могущественной в арабском стихотворении и искусным мастером в персидской поэзии».— Мухаммед Ауфи в «Лубаб ул-албаб»
В нескольких дошедших до нас антологиях сохранились её лирические стихи, отличающиеся литературным мастерством, рассказывающие о традициях восточных женщин, быте, сущности жизни и человеческом счастье.
Знаменитые мастера литературного жанра, такие как Рудаки (IX—X), Аттар (XII—XIII), Джами (XV), Риза Кули-хан Хедаят (XIX) и другие поэты и писатели-суфии признавали её себе равной.